# Serocourt
Serocourt è un comune francese di 84 abitanti situato nel dipartimento dei Vosgi nella regione del Grand Est.

## Storia

### Simboli
Il comune non ha adottato uno stemma ufficiale. Gli viene spesso attribuito quello della famiglia Serocourt (d'argento, alla banda di nero, accompagnata da sette losanghe dello stesso, quattro in capo e tre in punta), ma questo emblema non è stato riconosciuto dalla giunta municipale.

## Società

### Evoluzione demografica
Abitanti censiti